# Polypodium tico
Polypodium tico là một loài dương xỉ trong họ Polypodiaceae. Loài này được A. Rojas mô tả khoa học đầu tiên năm 1996.